# Pseudomys glaucus
Pseudomys glaucus é uma espécie de roedor extinto endêmico da Austrália.
A espécie é conhecida de três espécimes encontrados em Queensland e no norte de Nova Gales do Sul.
Os últimos registros da espécie foram em 1956.